# Prebediolon acetat
Prebediolon acetat (prodajno ime Acetoksanon, Acetoksi-Prenolon, Artizon, Artivis, Pregnartron, Sterozon), takođe poznat kao 21-hidroksipregnenolon 21-acetat ili 21-acetoksipregnenolon (A.O.P.), kao i 3β,21-dihidroksipregn-5-en-20-on 21-acetat, je sintetički pregnanski steroidni derived pregnenolona. Ova lek je glukokortikoid koji se koristi u tretmanu reumatoidnog artritisa. Ovo jedinjenje je poznato od 1950. godine. Ovaj lek je isto tako intermedijer u sintezi deoksikortikosteron acetata (21-acetoksiprogesterona).